# Pintura en corteza

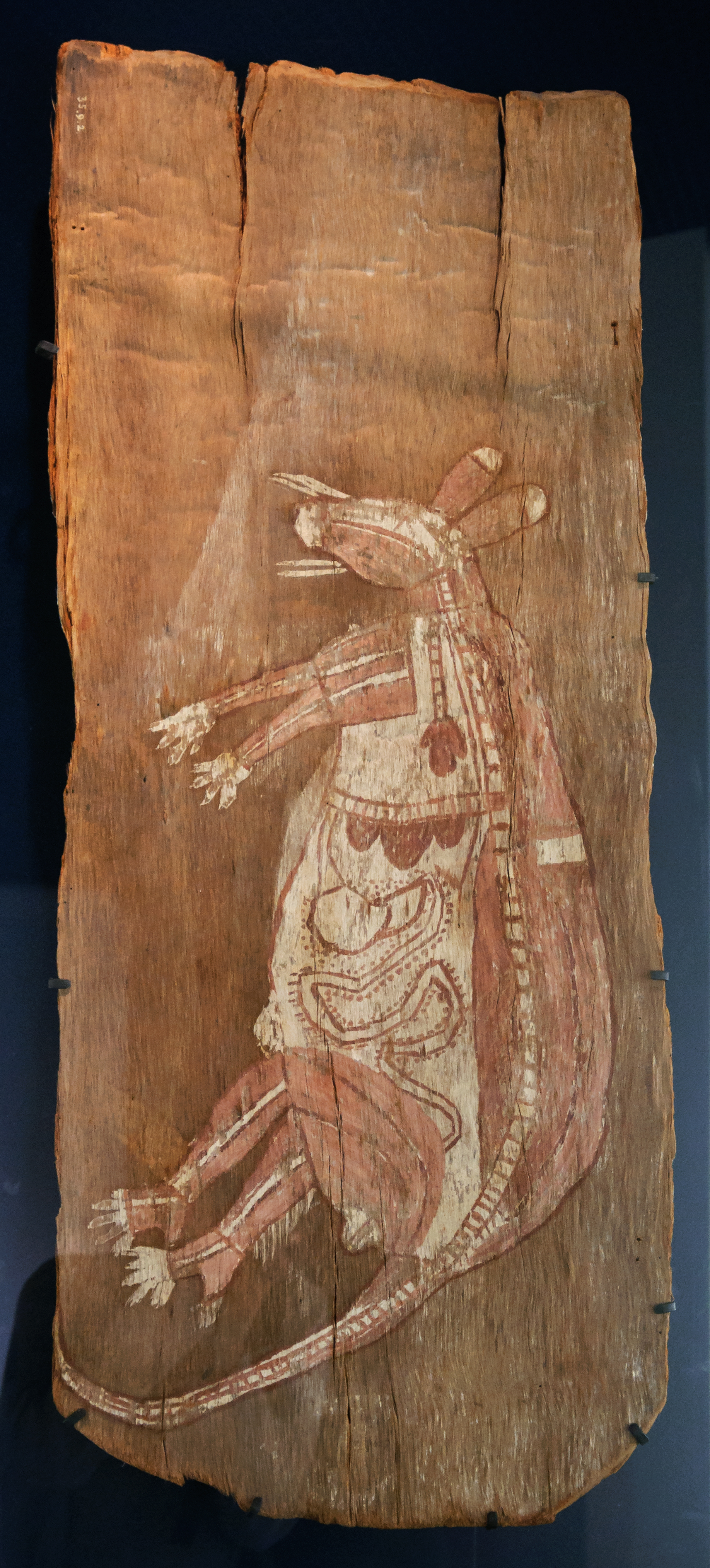
Canguro - pintura en corteza, Tierra de Arnhem, Australia, hacia 1915

La pintura en corteza es un tipo de arte autóctono de Oceanía, peculiarmente de diseños abstractos y emblemáticos que se aplican sobre telas sin tramado, hechas precisamente de corteza de árbol.
Las obras se fabrican mediante el raspado o coloreado de los dibujos sobre el material, que primero se separa del tronco, después se remoja y finalmente se sacude hasta que queda aguado. Es más común el uso de la corteza interna de la morera, en específico de la especie denominada Morus papyrifera L.. Los estilos y las imágenes plasmadas varían de un territorio a otro, desde concepciones sencillas hasta gráficos complejos y muy elaborados. Hoy en día se fabrica ropa mediante esta técnica en el norte de Australia, Nueva Guinea y regiones de Melanesia, siendo conocida con el nombre de tapa.
- Datos: Q4860878
- Multimedia: Bark painting / Q4860878